# Lista de universidades medievais
A lista de universidades medievais compreende todas as universidades (mais precisamente, Studium Generale) que existiram na Europa durante a Idade Média. Ela também inclui fundações e instituições europeias de ensino universitário, cuja situação é uma questão de debate. O que confere o grau universitário com a sua empresa de organização e autonomia relativa é um produto da visão medieval cristã da Europa. Até 1500, mais de oitenta universidades foram estabelecidas na Ocidental e na Europa Central.  Durante a subsequente colonização das Américas, a universidade foi introduzida também no Novo Mundo.

## Definição
Ver artigo principal: Universidade medieval
Havia muitas instituições de ensino (Studium) na Idade Média na Europa latina - escolas de catedral, as escolas de retórica (faculdades de direito), historiadores, etc, geralmente restringem a "universidade medieval" para se referir às instituições de ensino que foram encaminhados como Studium Generale na Idade Média.
Não existe uma definição estrita de um oficial Studium generale. As seguintes características eram comuns entre eles e muitas vezes tratadas como critérios:
- (1) que recebesse alunos de todos os lugares (não só do distrito local ou região);
- (2) que ministrassem ensino superior, ou seja, que fossem além do ensino de Artes, e tivessem pelo menos uma das faculdades superiores (Teologia, Direito ou Medicina);
- (3) que uma parte significativa do ensino fosse ministrado por mestres (professores de maior grau);
- (4) que gozasse do privilégio de ubique docendi jus, ou seja, mestres dessa escola tinham o direito de ensinar em qualquer outra escola sem um exame preliminar;
- (5) que seus professores e alunos fossem autorizados a desfrutar de quaisquer benefícios clericais sem a necessidade de cumprir os requisitos de residência obrigatória prescritos pelo Direito Canônico;
- (6) que tivessem obtido algum grau de autonomia de autoridades civis e diocesanas locais .

Cartas emitidas pelo Papa ou pelo Sacro Império Romano eram muitas vezes necessária para garantir privilégios (condições 4 a 6). A quarta condição (professores podiam ensina em outros lugares sem exame) foi inicialmente considerada por estudiosos da época como o critério mais importante, com  a denominação de Studium generale, sendo habitualmente reservado às escolas mais antigas e prestigiadas - especificamente, Salerno, Bologna, Paris e, por vezes, Oxford - até que este "oligopólio" foi quebrado por bulas papais e imperiais no decorrer do século XIII. A quinta condição era a mais próxima  da definição oficial de  Studium generale, usada pela Igreja e acadêmicos a partir do século XIV, embora tivesse havido algumas notáveis exceções (por exemplo, nem Oxford nem Pádua recebeu esse direito, mas, mesmo assim, ambas foram universalmente consideradas Studium Generale pelo costume).
Historiadores modernos tendem a se concentrar nos primeiros três requisitos (estudantes de todos os lugares, pelo menos uma faculdade superior, o ensino dos mestres). Isto levou às alegações em fazer listas de universidades medievais. Algumas universidades italianas, por exemplo, foram rápidos em obter cartas papal e, portanto, os privilégios e um título Studium Generale, mas a sua captação estudante nunca foi muito além do distrito local ou tinha apenas um par de mestres envolvidos no ensino. Considerando outras escolas comparáveis (nomeadamente os de mais prestígio escolas da catedral da França), poderia ter tido influência maior de estudantes e mestres mais, mas negligenciado ou não conseguiu garantir os privilégios fretado e, portanto, nunca foram referidos como Studium generale. É comum para incluir o primeiro e excluir o último a partir de listas de universidades medievais, mas alguns historiadores contestaram esta como arbitrária e irrefletida do estado do ensino superior na Europa.
Alguns historiadores descartou a Studium Generale definição, e vir acima com seus próprios critérios para a definição de uma universidade - estreitá-lo, exigindo, por exemplo, que uma universidade tem três faculdades superiores (Teologia, Direito, Medicina), a fim para ser considerado uma universidade Medieval (muito poucos tinham três), enquanto outros alargá-la a incluir algumas das mais prestigiadas escolas da catedral, escolas de palácio e universidades fora da Europa latina (especialmente no mundo grego e islâmico).
Há também contendas sobre as datas de fundação de muitas universidades. Usando a data de aquisição de uma carta papal e real / imperial é inadequado, como as universidades mais antigas, acreditando que seu status e reputação suficiente e indiscutível, recusado ou resistiu inclinando-se para pedir uma carta oficial por um longo tempo. Alguns historiadores culpam a fundação de uma universidade para a primeira data quando a evidência de algum tipo de ensino era feito naquela localidade, mesmo que apenas local e limitada. Outros esperam até que haja evidência de ensino superior, um estudante de captação de largura, o surgimento de seu ensino mestres em outro lugar ou de uma menção mais definitiva de como um Studium generale.

## Lista
A lista é ordenada pela data do reconhecimento. Em locais onde mais de uma universidade foi criada, o nome da instituição é dado entre parênteses.

### Século XII
| Reconhecida | Universidade  | País atual |
| ----------- | ------------- | ---------- |
| c.          | Salerno       | Itália     |
| End of c.   | Bolonha       | Itália     |
| 1188        | Reggio Emilia | Itália     |

### Século XIII
| Reconhecida      | Universidade | País moderno |
| ---------------- | ------------ | ------------ |
| 1204             | Vicenza      | Itália       |
| 1208             | Palencia     | Espanha      |
| Início do século | Paris        | França       |
| Início do século | Oxford       | Inglaterra   |
| Início do século | Montpellier  | França       |
| 1209–25          | Cambridge    | Inglaterra   |
| 1215             | Arezzo       | Itália       |
| Before 1218/19   | Salamanca    | Espanha      |
| 1222             | Pádua        | Itália       |
| 1224             | Nápoles      | Itália       |
| 1228             | Vercelli     | Itália       |
| 1229             | Toulouse     | França       |
| c.1235           | Orléans      | França       |
| 1245             | Roma         | Itália       |
| 1246             | Siena        | Itália       |
| 1248             | Placência    | Itália       |
| c.1250           | Angers       | França       |
| 1254–60          | Sevilha      | Espanha      |
| 1261             | Northampton  | Inglaterra   |
| End of c.        | Valladolid   | Espanha      |
| 1290             | Lisbon       | Portugal     |
| 1300             | Lérida       | Espanha      |

### Século XIV
| Reconhecida | Universidade           | País moderno     |
| ----------- | ---------------------- | ---------------- |
| 1303        | Avinhão                | França           |
| 1303        | La Sapienza de Roma    | Itália           |
| 1308        | Perúgia                | Itália           |
| 1308        | Coimbra                | Portugal         |
| 1318        | Treviso                | Itália           |
| 1332        | Cahors                 | França           |
| 1339        | Grenoble               | França           |
| 1339        | Verona                 | Itália           |
| 1343        | Pisa                   | Itália           |
| 1347        | Praga                  | República Tcheca |
| 1349        | Florença               | Itália           |
| 1350        | Perpinhão              | França           |
| 1354        | Huesca (em castelhano) | Espanha          |
| 1361        | Pavia                  | Itália           |
| 1364        | Cracóvia               | Polônia          |
| 1365        | Orange                 | França           |
| 1365        | Viena                  | Áustria          |
| 1367        | Pécs                   | Hungria          |
| 1369        | Lucca (em italiano)    | Itália           |
| 1379        | Erfurt                 | Alemanha         |
| 1385        | Heidelberg             | Alemanha         |
| 1388        | Colônia                | Alemanha         |
| 1389        | Budapeste              | Hungria          |
| 1391        | Ferrara                | Itália           |

### Século XV
| Reconhecida | Universidade                 | País moderno |
| ----------- | ---------------------------- | ------------ |
| 1402        | Würzburgo                    | Alemanha     |
| 1404        | Turim                        | Itália       |
| 1409        | Leipzig                      | Alemanha     |
| 1409        | Aix-en-Provence (em francês) | França       |
| 1411        | St Andrews                   | Escócia      |
| 1412        | Parma                        | Itália       |
| 1419        | Rostock                      | Alemanha     |
| 1422        | Dole                         | França       |
| 1425        | Lovaina                      | Bélgica      |
| 1431        | Poitiers                     | França       |
| 1432        | Caen                         | França       |
| 1441        | Bordéus                      | França       |
| 1444        | Catânia                      | Itália       |
| 1446        | Girona                       | Espanha      |
| 1450        | Barcelona                    | Espanha      |
| 1451        | Glasgow                      | Escócia      |
| 1452        | Valença                      | França       |
| 1454        | Trier                        | Alemanha     |
| 1456        | Greifswald                   | Alemanha     |
| 1457        | Friburgo                     | Alemanha     |
| 1459        | Basileia                     | Suíça        |
| 1459        | Ingolstadt                   | Alemanha     |
| 1460        | Nantes                       | França       |
| 1464        | Bourges                      | França       |
| 1465        | Presburgo                    | Eslováquia   |
| 1470        | Veneza                       | Itália       |
| 1471        | Gênova                       | Itália       |
| 1474        | Saragoça                     | Espanha      |
| 1475        | Copenhagen                   | Dinamarca    |
| 1476        | Mainz                        | Alemanha     |
| 1476        | Tubinga                      | Alemanha     |
| 1477        | Uppsala                      | Suécia       |
| 1483        | Palma de Majorca             | Espanha      |
| 1489        | Sigüenza                     | Espanha      |
| 1495        | Aberdeen                     | Escócia      |
| 1498        | Frankfurt on the Oder        | Alemanha     |
| 1499        | Alcalá de Henares            | Espanha      |
| 1500        | Valência                     | Espanha      |
| 1559        | Genebra                      | Suíça        |

### Lista de universidades
- Lista de universidades
- Lista de universidades de Portugal
- As melhores universidades do mundo
- Lista das universidades mais antigas do mundo
- Universidade medieval
- Universidades mais antigas do mundo
- Universidade de Macau
- Lista de universidades da Alemanha
- Universidades da França